# Бингьол (вилает)
Бингьол (на турски: Bingöl) е вилает в Източна Турция. Административен център на вилаета е едноименният град Бингьол.
Вилает Бингьол има население от 245 243 жители (2006) и обща площ от 8125 кв. км. Разделен е на 8 общини.

## Население
Численост на населението според преброяванията през годините:
| Година | Численост |
| 1990   | 249 074   |
| 2000   | 253 739   |
| 2011   | 261 276   |